# Star Wars
Star Wars er en fantasy/eventyrserie, som foregår "i en fjern, fjern galakse for meget længe siden". Den første film i serien kom i 1977, og siden har filmene udviklet sig til en decideret franchise, der blandt andet rummer ni film, adskillige computerspil, bøger, fanfiktionnoveller, flere fanfilm og meget andet. Universet og historien blev grundlagt af George Lucas, og er bl.a. kendetegnet ved et meget stort fiktivt univers med flere parallelle handlinger og en rig baggrund for historien.
Filmene har en meget stor fanbase over hele verden.

## Universet
Star Wars-galaksen (eng. "The Star Wars Galaxy") er den fiktive galakse, hvori historien udspiller sig. Informationerne herom er overvejende bestemt af filmene, men også af det officielle udvidede univers, populært kaldet Expanded Universe, der rummer detaljerede optegnelser over racer, våben, planeter og teknologier. Galaksen blev dannet ca. 5 milliarder år før begivenhederne i den første af de 9 film ("Den usynlige fjende") fandt sted.

### Regioner
Star Wars-galaksen er delt op i regioner, her angivet fra galaksens midte:
- Kernedybet (Deep Core)[a] med planeter som Byss, Eclipse og Khomm.
- Kernen eller Kerneverdenerne (Core Worlds eller The Core)[b] med planeter som Coruscant og Jumus m.fl.
- Kolonierne (Colonies) med planeter som Carida og Fondor.
- Ekspansionsregionen (Expansion Region)[c] er det 5. "bælte" i galaksen ud fra Kernedybet, og omfatter bl.a. tvillingeplaneterne Rhommamol og Osarian, og det uafhængige Hapes Cluster (skabt efter Imperiets fald), der kan beskrives som intrigefyldte og traditionsbundet aristokrati. Prins Isolder friede til Leia i bogen "Prinsesse Leias bejlere".
- Indre Ring (Inner Rim Territories eller Inner Rim)[d]
- Midterste Ring (Mid Rim Territories eller Mid Rim)[e] med planeter som Kashyyyk, Ithor, Bothawui, Rodia og Naboo.
- De Ukendte Regioner (The Unknown Regions)[f] med planeter som Exegol, Ach-To
- Ydre Ring (Outer Rim Territories eller Outer Rim)[g] er hvor størstedelen af klonkrigen og borgerkrigen bliver udkæmpet. Blandt kendte planeter fra filmene findes bl.a. Tatooine, Hoth og Kamino.

De nævnte områder er inddelt i over tusind sektorer, der er bundet sammen af handelsruter. Coruscant er magtcentret i galaksen, og Outer Rim er et udkantsområde, hvor lovløsheden får friere spil.

### Kraften
Et bærende element i filmene er Kraften. Det er en livskraft, som bor i alt levende - noget mere end andet. Særlig kraft-sensitive individer kan optræne sig selv til at manipulere med deres omgivelser, såsom at flytte ting ved tankens kraft eller påvirke andre personer.
Jedi-riddere udvælges som små børn, hvis det opdages, at de har særlige evner inden for Kraften, og de træner derpå dette hele livet. De er dog ikke de eneste i Galaksen som arbejder aktivt med Kraften.

## Handling
Star Wars følger drengen Anakin Skywalkers vej mod at blive jediridder; hans drøm kommer pludselig indenfor rækkevidde, da Qui-Gon Jinn og hans padawan (Jedi lærling) Obi-Wan Kenobi nødlander på Anakins hjemplanet Tatooine. Det går hurtigt op for Qui-Gon, at Anakin er ganske særlig, og drengens træning i Kraften påbegyndes, selvom Jedi-rådet modsætter sig det. Allerede i en ganske ung alder forelsker Anakin sig i den unge dronning Padmé Amidala; en forelskelse der følger ham på godt og ondt de næste ti år af hans liv. Han genforenes med hende efter et attentat, der koster Amidalas dobbeltgængers liv og de gifter sig i hemmelighed, selvom dette er forbudt for jedier.
Anakin hvirvles mere og mere ind i det politiske liv på regeringsplaneten Coruscant, hvor der viser sig en gammel men meget massiv konspiration mod jediridderne, og Anakin bliver uvidende kastebold mellem Jedi-rådet og senatskansler Palpatine, som viser sig at kende til den mørke side af Kraften - noget jedierne konstant advares imod. Anakin bliver den udløsende faktor for konspirationen, som næsten udrydder jedi-ordenen og samtidig indsætter Palpatine som kejser over galaksen. Padmé når uden Anakins vidende at føde tvillinger inden hun dør, nogenlunde samtidigt med at Anakin såres livstruende under en lyssværds-duel med sin gamle lærermester (Obi-Wan Kenobi), men reddes af Palpatine og genstabiliseres i Darth Vaders karakteristiske sorte dragt. Vejen er således åben for Palpatine og Vader til at regere det galaktiske Imperium.
Mange år senere er en oprørsalliance dannet, og den unge, iltre Luke Skywalker tilslutter sig mere eller mindre bevidst for at befri Prinsesse Leia sammen med smugleren og stratenrøveren Han Solo. Luke erfarer efter sin påbegyndte træning som jediridder under Yoda, at hans far er Darth Vader. Luke forsøger at overtale Vader til at vende tilbage til den gode side, og det koster næsten hans liv. Luke ender i åben kamp mod Palpatine – en kamp der afsluttes med at Vader kaster Palpatine ned i Dødsstjernens dyb.
Efter ødelæggelsen af den anden dødsstjerne og kejser Palpatines død smuldrer det galaktiske Imperium, men fra Imperiets aske fødes den Første Orden med Snoke som øverste leder. Oprørsalliancen bliver fundamentet for den nye galaktiske republik, som støtter den nye modstandsbevægelse mod den Første Orden. Luke drager ud for at træne en ny generation af jedi-riddere, deriblandt Han Solos søn, Ben Solo. Ben Solo bliver under sin jedi-træning forført til den mørke side af øverste leder Snoke fra den Første Orden. Ben Solo ødelægger derfor Lukes nye jedi-tempel og dræber alle jedi-lærlinge. Ben Solo bliver hærfører i den Første Orden og skifter navn til Kylo Ren.
Uden jedierne står den galaktiske republik og modstandsbevægelsen forsvarsløst mod den overlegne Første Orden. Der går rygter om, at Luke efter hans jedi-tempels fald er draget ud for at finde galaksens første jedi-tempel for at finde fred. Jagten går ind på at finde Luke, og både den Første Orden og modstandsbevægelsen prøver at samle et kort der kan føre til Skywalker, men den sidste del af kortet findes på Jakku hos en gammel veteran fra det gamle galaktiske Imperium. Poe Dameron, en stjernepilot fra modstandsbevægelsen, bliver sendt til Jakku og finder den sidste del af kortet til Skywalker, men den Første Orden ankommer til Jakku og fanger Poe. Heldigvis når Poe at give den sidste del af kortet til sin droid BB-8, som slipper væk fra den Første Orden. Under angrebet på Jakku møder vi en stormtrooper ved navn Finn. Finn ser for første gang resultatet af den Første Ordens massakre, og Finn bliver omvendt.
Kylo Ren får oplysninger ud af Poe og finder ud af, at den sidste del af kortet stadig er på Jakku i BB-8. Finn hjælper Poe med at flygte fra den Første Ordens rumskib, og de styrter ned på Jakku. Finn overlever styrtet, men der er ingen tegn på, at Poe overlever.
På Jakku vandrer BB-8 rundt i ørkenen og støder ind i Rey, en skrotsamler af mystisk herkomst. Rey bliver kort introduceret til BB-8s plan og tager ham med til Niima's udpost. I byen støder Rey og BB-8 ind i Finn der leder efter BB-8, men den første orden er også ankommet til byen og jagter vores helte. I deres flugt fra den første orden finder de et gammelt rumskib, Tusindårsfalken. De går ombord på Tusindårsfalken og flygter fra Jakku. Lidt uden for Jakkus atmosfære møder de Han Solo og Chewbacca, som ikke længere følges med modstandsbevægelsen. Rey fortæller Han, at de må få BB-8 til modstandsbevægelsens base på planeten Illinium. Han er ikke så glad for ideen, så han beslutter sig for at sætte dem af ved Maz Kanatas slot på planeten Takodana. Maz fortæller Han, at han ikke længere kan flygte fra denne her kamp, og at han selv må få BB-8 til modstandsbevægelsen. Inde i Maz' slot hører Rey en stemme og hun følger lyden af stemmen. Hun går ned i kælderen og en dør åbner sig for hende, og hun finder en kasse. Rey åbner kassen og finder et lyssværd, Anakin/Luke's gamle lyssværd.

## Produktion
Kort tid efter George Lucas var færdig med sine studier, instruerede han American Graffiti, der udkom i 1974. Umiddelbart efter begyndte han arbejdet på Star Wars.

### Den første film (episode IV)
Siden begyndelsen modtog George ikke meget støtte, hverken fra venner eller 20th Century Fox. Men George havde tillid til egne evner og agtede at færdiggøre projektet. Castingen tog usædvanligt lang tid, og George ønskede udelukkende at bruge ukendte skuespillere (Harrison Ford var ikke kendt på det tidspunkt), men indså at han blev nødt til at hyre en garvet skuespiller til rollen som Obi-Wan Kenobi. Efter castingen begyndte optagelserne, og alt syntes at modarbejde holdet. Økonomien var presset, vejret var dårligt og Industrial Light & Magic var langt bagud med filmens special effects. Filmens fremtid så sort ud, og 20th Century Fox blev ikke mere imponeret, da holdet blev nødt til at udskyde udgivelse fra julen 1976 til sommeren 1977.
George løb endnu en kalkuleret risiko sammenlignet med datidens populære film: Han brugte klassisk musik frem for moderne. Han hyrede John Williams og London Symphony Orchestra, og i samarbejde skabte filmens velkendte og karakteristiske soundtrack.

### Episode I: Den usynlige fjende
15 år efter Jediridderen vender tilbage besluttede George sig for at skabe den første del af Star Wars-sagaen, i form af de tre første episoder. Til dette ønskede George en helt unik dreng, der kunne spille rollen som den unge Anakin Skywalker overbevisende. I alt blev der foretaget omkring 3.000 interviews – En mængde der til sidst var reduceret til tre, der skulle gennemgå et audition med George Lucas og Natalie Portman. Ved produktionen af Den usynlige fjende droppede George også ideen om ukendte skuespillere, og hyrede bl.a. Samuel L. Jackson (Mace Windu) og Liam Nesson (Qui-Gon Jinn).
Skabelsen af Tatooine og unge Skywalkers hjem var delvist foretaget i studie og delvist i Tunesien, hvor holdet har haft bygget en mindre by i bygningsmæssig fuldt størrelsesforhold. Mange dele af byen blev, inklusiv fuldskala modeller af flere podracere, ødelagt under en storm.

## Episoderne
George planlagde oprindeligt ni episoder. Fra 1977 til 1983 blev episode fire til seks indspillet og udgivet. De blev instrueret således, at man ikke behøvede at kende forhistorien, og den lod også vente på sig indtil perioden fra 1999 til 2005. De ni episoder + 5 tv serier figurerer med følgende titler, ordnet efter historiens kronologi:
- Episode I: Den usynlige fjende (The Phantom Menace, 1999) 136 min.
- Episode II: Klonernes angreb (Attack of the Clones, 2002) 142 min.
- Animationsfilm: Star Wars: The Clone Wars, (2008)
- Tegnefilmserie: Star Wars: The Clone Wars (2008-2014, 2020)
- Episode III: Sith-fyrsternes hævn (Revenge of the Sith, 2005) 140 min.
- Tegnefilmserie: Star Wars: De hårde hunde (Star Wars: the Bad Batch) (2021-?)
- Tegnefilmserie: Star Wars Rebels (2014-2018)
- Episode IV: Stjernekrigen (A New Hope, 1977) 121 min
- Episode V: Imperiet slår igen (The Empire Strikes Back, 1980) 124 min.
- Episode VI: Jediridderen vender tilbage (Return of the Jedi, 1983) 134 min.
- TV-serie: The Mandalorian (2019-?)
- Tegnefilmserie: Star Wars: Modstandsbevægelse (Star Wars Resistance) (2018-2019)
- Episode VII: The Force Awakens (2015) 135 min.
- Episode VIII: The Last Jedi (2017) 152 min.
- Episode IX: The Rise of Skywalker (2019) 142 min.

I 2012 opkøbte Disney-koncernen rettighederne til Star Wars. Med rettighederne havde George Lucas skrevet historien til tre nye film. Disney valgte dog ikke at bruge George Lucas oplæg, men har i stedet skrevet helt nye handlinger til episoderne VII-IX. Episode VII er instrueret af J.J. Abrams, og den første Star Wars film helt uden George Lucas. Episode VIII er instrueret af Rian Johnson, og J.J. Abrams vendte tilbage for at instruere Episode IX, som er den sidste Star Wars film med Episode og et nummer, som en del af titlen.
Kun Episode I-VI har fået en dansk titel.

## Andre film
- Rogue One: A Star Wars Story (2016)
- Solo: A Star Wars Story (2018)

## Computer- og playstation-spil
Der findes mange computerspil og playstationspil, hvor historien og miljøet er inspireret af, og udspiller sig i, Star Wars-universet.
- Jedi Knight-serien
- Dark Forces-serien
- Star Wars Galaxies, det populære MMORPG fra Sony Online Entertainment
- Star Wars: The Old Republic
- Star Wars Republic Commando
- Star Wars: Galactic Battlegrounds
- Star Wars: Empire at War
- Star Wars: Knights of the Old Republic-serien
- Star Wars: Battlefront-serien
  - Star Wars: Battlefront I
  - Star Wars: Battlefront II
- Star Wars: The Force Unleashed
- Star Wars: The Force Unleashed II
- Star Wars: Bounty Hunter

På det seneste har Lego-koncernen udviklet både legetøj, spil og film i Star Wars-universet.

## Rollespil
Star Wars universet har dannet udgangspunkt for en række bordrollespil. Tre af de størst sælgende udgør følgende:
- Star Wars: The Roleplaying Game, udgivet af West End Games (1987–1999)
- Star Wars Roleplaying Game, udgivet af Wizards of the Coast (2000–2010)
- Star Wars Roleplaying Game, udgivet af Fantasy Flight Games (siden 2012)

Rettighedsindehaveren til rollespilsudgivelser er pt firmaet Wizards of the Coast.[kilde mangler]